# Compsobuthus klaptoczi
Espèce
Synonymes
- Buthus acutecarinatus klaptoczi Birula, 1909

Compsobuthus klaptoczi est une espèce de scorpions de la famille des Buthidae.

## Distribution
Cette espèce est endémique de Libye. Elle se rencontre vers Benghazi.

## Description
La femelle syntype mesure 35,0 mm.

## Systématique et taxinomie
Cette espèce a été décrite sous le protonyme Buthus acutecarinatus klaptoczi par Birula en 1909. Elle est élevée au rang d'espèce et placée dans le genre Compsobuthus par Vachon en 1949.

## Étymologie
Cette espèce est nommée en l'honneur de Bruno Klaptocz.

## Publication originale
- Birula, 1909 : « Scorpione und Solifugen von Tripolis und Barka. Nach der Sammlung von Dr. Bruno Klaptocz im Jahre 1906. » Zoologische Jahrbücher. Abteilung fèur Systematik, Geographie und Biologie der Tiere, vol. 28, p. 505-522 (texte intégral).